# 富司純子
富司 純子（ふじ すみこ、1945年〈昭和20年〉12月1日- ）は、日本の女優・司会者。血液型O型。和歌山県御坊市出身。旧芸名は藤 純子（ふじ じゅんこ）。本名は寺嶋 純子（てらじま じゅんこ）、旧姓は俊藤（しゅんどう）。2007年（平成19年）に紫綬褒章受章。2016年（平成28年）春の叙勲で旭日小綬章を受章。

## 来歴

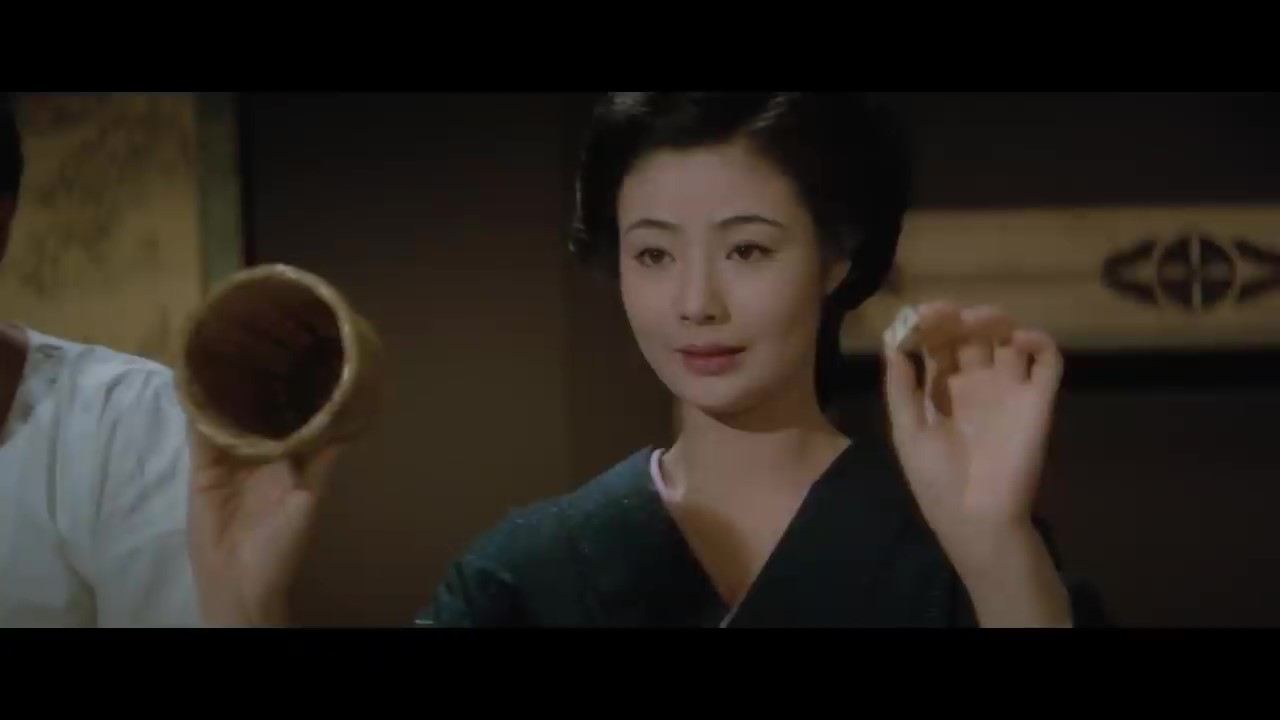
日本侠客伝シリーズ 第9作『日本侠客伝 花と龍』（1969年） の予告編映像より

疎開先の御坊市で生まれ、5歳のときに大阪市東成区へ移り、7歳から日本舞踊を習う。大阪市立中道小学校、大阪市立本庄中学校卒業。父親・俊藤浩滋は家にはほとんど帰ってこない火宅の人で、母と祖母に苦労して育てられる。中学のときに宝塚歌劇のファンになり、中学卒業時に宝塚音楽学校を受験しようと考えて、宝塚コドモアテネに通っていたことがあった。しかしながら、父の反対があり受験を断念。
1962年（昭和37年）、四條畷学園高等学校2年生のときに、よみうりテレビの歌謡番組『ハイハイ、マヒナです』のカバーガールとして姉・允子とともに出演。その当時は大阪の芸能プロダクションに所属していた。同年一家が京都に転居したため、京都女子高等学校に転校。
1963年（昭和38年）、当時共演をしていた名和宏から「松竹のカメラテストを受けてみないか」と誘われ、松竹も東映も当時、京都に撮影所があったため、両方行って父・俊藤浩滋にも会いにいこうとなり、松竹の後、父の勤務先である東映京都撮影所（以下、東映京都）に行った際にマキノ雅弘にスカウトされる。俊藤は自分の仕事場に娘が出入りされるのが嫌で猛反対したが、マキノが「俺が責任を持つから、お前は黙っていろ」と俊藤を屈服させた。マキノから藤 純子の芸名をもらい、同年の映画『八州遊侠伝 男の盃』で千葉真一の恋人役でデビューした。松竹のテスト結果は聞いていなかったが、もし松竹に入っていたら人生、全く違っていたと思うと話している。もともと、苦労して育ててくれた母を一日でも早く一人前になって楽にしてあげたいと考えていたから、一人前になれれば、女優でなくてもよかったという。俊藤が東映に深く関わるのは岡田茂が1964年に東映京都所長に就任して以降で、藤は「父が東映にいることもそれまでは知らなかった」と話している。この年は朝日放送のコメディー『スチャラカ社員』の若い女給役で出演している。
1967年（昭和42年）、出演55本目の『尼寺㊙物語』で初主演。1968年（昭和43年）、当時の東映常務兼企画製作本部長・岡田茂が企画した『緋牡丹博徒』の主役に抜擢される。岡田が俊藤に気付かれないようこっそり藤を呼び、「オヤジは照れてよう口説かんだろうけど、片肌脱げるか。そして入墨入れろ」と説得し、藤は「分かりました」と即答した。同作で主題歌を歌い、映画も大ヒット、任侠映画ファンを中心に絶大な支持を得て、主人公・緋牡丹のお竜（矢野竜子役）は、藤の最大の当たり役となってシリーズ化された。若山富三郎・菅原文太と共演した1970年（昭和45年）の第6作目『緋牡丹博徒 お竜参上』はシリーズの代表作となった。『緋牡丹博徒』の成功をみた岡田茂企画本部長は、『日本女侠伝シリーズ』『女渡世人シリーズ』と合わせ、東映のトップスター・高倉健と並ぶ三つの主演シリーズを敷き、藤はまたたく間にスターダムへ駆け上がり、東映の看板女優となった。
このころ出演した1969年（昭和44年）の『日本暗殺秘録』と1970年（昭和45年）の『日本侠客伝 昇り龍』を、二作品とも富司の主演ではない映画だが、富司は好きな作品として挙げている。
1972年（昭和47年）、NHKの大河ドラマ『源義経』で共演した歌舞伎俳優の四代目尾上菊之助（現・七代目尾上菊五郎）と結婚し、『関東緋桜一家』を最後に引退を表明。
1974年（昭和49年）、寺島 純子（てらしま じゅんこ）の本名でフジテレビのワイドショー『3時のあなた』の司会に就任し、「司会者」として芸能界に復帰。1977年（昭和52年）より3年間、出産・育児のため番組を一時降板したが、1980年（昭和55年）より復帰。歴代司会者では森光子に次いで2番目の長寿司会在任期間（10年11か月）となった。1983年（昭和58年）には、NHK『勇者は語らず いま、日米自動車戦争は』で女優としても復帰。
1989年（平成元年）には、ファンのアンコールもあって高倉健との『あ・うん』で映画への出演を再開。この際「白紙の新人女優としてスタートしたい」、「寺島は夫の名字」との意思から芸名を富司 純子（ふじ すみこ）に改めた。
1996年 (平成8年)『祇園の姉妹』で菊田一夫演劇賞受賞。
1998年（平成10年）『おもちゃ』で26年ぶりに映画に出演、各助演女優賞に輝く。
2000年に発表された『キネマ旬報』の「20世紀の映画スター・女優編」で日本女優の10位になった。2014年発表の『オールタイム・ベスト 日本映画男優・女優』では日本女優3位となっている。
2006年（平成18年）、映画『フラガール』で日刊スポーツ映画大賞助演女優賞を受賞。同賞の主演・助演賞の2冠は渡哲也、真田広之、鈴木京香に続き4人目。
2010年（平成22年）、連続テレビ小説『てっぱん』で主人公の祖母役を演じ、ギャラクシー賞2011年度2月月間賞を獲得した。

## 家族
父は俊藤浩滋、夫は七代目尾上菊五郎、長女は寺島しのぶ、長男は八代目尾上菊五郎、孫は尾上眞秀、六代目尾上菊之助。兄は六本木で居酒屋を営んでいる。

## 出演

### 映画
- 八州遊侠伝 男の盃 （1963年） - お千代
- 柳生武芸帳 剣豪乱れ雲（1963年） - 登世
- めくら狼（1963年） - お志乃
- 次郎長三国志（1963年） - お千
- 十三人の刺客（1963年） - 加代
- 柳生武芸帳 片目の忍者（1964年） - 白妙の前
- 大笑い殿さま道中（1964年） - 八重
- 次郎長三国志 第三部（1964年） - お千
- 隠密剣士 （1964年） - 霞
- 車夫遊侠伝 喧嘩辰 （1964年） - 玉竜
- 新吾番外勝負 （1964年） - お夏
- 博徒 （1964年） - 小里
- 日本侠客伝 （1964年） - おふみ
- 竜虎一代 （1964年） - 松橋雪子
- 肉体の盛装 （1964年） - 妙子
- 幕末残酷物語 （1964年） - さと
- 博徒対テキ屋 （1965年） - お咲
- 顔役 （1965年） - 民子
- バラケツ勝負 （1965年） - 妙子
- いれずみ判官 （1965年） - お加代
- 関東流れ者 （1965年） - サト
- おゝい雲! （1965年） - 松宮由美江
- 股旅 三人やくざ （1965年） - みよこ
- 色ごと師春団治 （1965年） - おとき
- 関東やくざ者 （1965年） - 静香
- 日本侠客伝 関東篇（1965年） - 光子
- 明治侠客伝 三代目襲名 （1965年） - 初栄
- 大阪ど根性物語 どえらい奴 （1965年） - 花房美津
- 関東破門状 （1965年） - 美恵
- 無頼漢仁義 （1965年） - 福原奈美
- 隠密侍危機一発 （1965年） - 菊姫
- 関東果し状 （1965年） - ゆき
- 日本侠客伝 血斗神田祭り （1966年） - 花恵
- 旗本やくざ（1966年） - 美津
- 日本大侠客（1966年） - お竜
- 大陸流れ者（1966年） - 加代
- 男の勝負（1966年） - おその
- 昭和残侠伝 一匹狼 （1966年） - 桂木美枝
- 日本侠客伝 雷門の決斗 （1966年） - 中川千沙子
- お尋ね者七人（1966年） - あき
- 兄弟仁義 関東三兄弟（1966年） - 小秀
- 日本侠客伝 白刃の盃 （1967年） - 大林弓子
- 男の勝負 仁王の刺青 （1967年） - お袖
- 一心太助 江戸っ子祭り （1967年） - お仲
- あゝ同期の桜 （1967年） - 白鳥礼子
- 昭和残侠伝 血染めの唐獅子 （1967年） - 風間文代
- 大奥(秘)物語 （1967年） - おみの
- 日本侠客伝 斬り込み （1967年） - お京
- 侠骨一代 （1967年） - お藤
- 博奕打ち 総長賭博 （1968年） - 弘江
- 男の勝負 白虎の鉄 （1968年） - 一本松しの
- 尼寺(秘)物語 （1968年） - 浄真尼
- 獄中の顔役 （1968年） - 田島敏子
- あゝ予科練 （1968年） - 藤井美恵子
- 侠客列伝 （1968年） - お加代
- 緋牡丹博徒シリーズ - 緋牡丹のお竜（矢野竜子）
  - 緋牡丹博徒（1968年）
  - 緋牡丹博徒 一宿一飯 （1968年）
  - 緋牡丹博徒 花札勝負 （1969年）
  - 緋牡丹博徒 二代目襲名 （1969年）
  - 緋牡丹博徒 鉄火場列伝 （1969年）
  - 緋牡丹博徒 お竜参上 （1970年）
  - 緋牡丹博徒 お命戴きます （1971年）
  - 緋牡丹博徒 仁義通します （1972年）
- 人間魚雷 あゝ回天特別攻撃隊（1968年） - 堀内菊枝
- 人生劇場 飛車角と吉良常（1968年） - おとよ
- 日本暗殺秘録 （1969年） - たか子
- 昭和残侠伝 唐獅子仁義 （1969年） - おるい
- 現代やくざ 与太者の掟 （1969年） - 小峯弥生
- 日本侠客伝 花と龍（1969年） - お京
- 日本女侠伝シリーズ
  - 日本女侠伝 侠客芸者（1969年） - 信次
  - 日本女侠伝 真赤な度胸花（1970年） - 松尾雪
  - 日本女侠伝 鉄火芸者（1970年） - 小しず
  - 日本女侠伝 血斗乱れ花（1971年） - 平野てい
  - 日本女侠伝 激斗ひめゆり岬（1971年） - 与那嶺ゆり
- ごろつき部隊（1969年） - 佐知子
- 渡世人列伝（1969年） - 清香
- 博徒一家（1970年） - 加代
- 博奕打ち 流れ者（1970年） - 小秀
- 日本ダービー 勝負（1970年）
- シルクハットの大親分（1970年） - 緋牡丹のお竜
- 遊侠列伝（1970年） - おゆき
- 昭和残侠伝 死んで貰います（1970年） - 幾江
- 最後の特攻隊（1970年） - 宗方志津子
- シルクハットの大親分 ちょび髭の熊（1970年） - 緋牡丹のお竜
- 日本侠客伝 昇り龍 （1970年） - お京
- 女渡世人（1971年） - 妻恋いお駒
- 女渡世人 おたの申します（1971年） - 太田まさ子
- 任侠列伝 男（1971年） - 由美
- 関東緋桜一家 （1972年） - 鶴次
- あ・うん （1989年） - 水田たみ
- ふたり （1991年） - 北尾治子
- あ、春 （1998年） - 韮崎公代
- おもちゃ （1999年） - 里江
- ドリームメーカー （1999年）
- 解夏 （2004年）
- 待合室 （2006年） - 和代
- 寝ずの番 （2006年）
- フラガール （2006年） - 谷川千代
- 犬神家の一族（2006年） - 犬神松子（長男・五代目尾上菊之助と共演）
- 愛の流刑地 （2007年）
- 明日への遺言 （2008年） - 岡田温子
- Sweet Rain 死神の精度 （2008年） - かずえ
- 山桜 （2008年） - 手塚志津
- ラストゲーム 最後の早慶戦 （2008年） - 戸田しず江
- 櫻の園（2008年） - 高山玲子
- 空気人形 （2009年） - 未亡人・千代子
- この空の花 長岡花火物語（2012年） - 元木リリ子
- 人生、いろどり（2012年） - 石本花恵
- 舞妓はレディ（2014年9月13日）- 小島千春
- トワイライト ささらさや（2014年11月8日、配給：ワーナー・ブラザース） - お夏 役
- エイプリルフールズ（2015年4月1日） - 櫻小路文子
- 恋妻家宮本（2017年1月28日） - 井上礼子 役
- 散り椿（2018年9月28日）[27]
- 椿の庭（2021年） - 絹子
- DIVOC-12 『よろこびのうた Ode to Joy』（2021年10月1日）- 冬海

### テレビドラマ
- スチャラカ社員　（1963年、朝日放送）－二代目事務員
- シオノギテレビ劇場「戸田家の兄妹」（1965年、フジテレビ）－戸田節子
- 王将物語（1965年、よみうりテレビ）- 小春（坂田三吉の妻）役
- 大河ドラマ（NHK総合）
  - 源義経 （1966年） - 静御前
  - 翔ぶが如く （1990年） - 天璋院
  - 琉球の風 （1993年） - 尚永王妃
  - 北条時宗 （2001年） - 松下禅尼
  - 天地人 （2009年） - 高台院
- 大奥 （1968年、関西テレビ）－浅宮顕子
- 堂島 （1968年、関西テレビ）
- 五瓣の椿　（1969年、フジテレビ おんなの劇場）－おしの（おりう、お倫、おみの、およね）
- 大坂城の女 （1970年、関西テレビ）－京極竜子
- 徳川おんな絵巻 （1970年、関西テレビ）－お春の方
- 振袖御殿（1970年、フジテレビ おんなの劇場）－小夜
- 柳橋物語（1970年、フジテレビ おんなの劇場）－おせん
- 江戸巷談・花の日本橋（1971年、関西テレビ）
- 勇者は語らず いま、日米自動車戦争は（1983年、NHK総合）－正木玲子　※本名の寺島純子で出演
- 詩城の旅びと （1989年、NHK総合 ドラマ10） - たか子・トリオレ
- 次郎長三国志 （1991年、テレビ東京）－投げ節お仲（二代目お蝶）
- まったナシ! （1992年、日本テレビ）－坂上康子
- 土曜ドラマ（NHK総合）
  - 女たちの帝国（1997年） - 緒形信子
  - 夫婦善哉（2013年） - ナレーション（お多福）
- 結婚泥棒 （2002年、NHK総合）－辻川小夜子
- 連続テレビ小説（NHK総合）
  - 天花 （2004年）- 鈴木美子役
  - てっぱん （2010年 - 2011年） - 田中初音役
- 七色のおばんざい （2005年、NHK総合）
- 柳生十兵衛七番勝負 最後の闘い （2007年、NHK総合）
- 文芸社ドラマスペシャル「長男の結婚」（2008年2月3日、テレビ朝日）
- 眉山 （2008年、フジテレビ） - 河野龍子
- CHANGE （2008年、フジテレビ） 朝倉貴江
- そうか、もう君はいないのか （2009年、TBS） - 城山三郎の妻・容子
- わが家の歴史 （2010年、フジテレビ開局50周年企画） - 八女マキ
- ドラマ特別企画2011 「帰郷」（2011年12月23日、TBS） - 神尾千春
- オリエント急行殺人事件（2015年、フジテレビ） - 羽鳥夫人
- 紅雲町珈琲屋こよみ（2015年、NHK総合 特集ドラマ） - 杉浦草
- 偽装の夫婦（2015年10月 - 12月、日本テレビ） - 陽村華苗[28]
- 木曜時代劇『ちかえもん』（2016年1月 -3月、NHK総合） - 杉森喜里[29]
- ナオミとカナコ（2016年1月 -3月、フジテレビ） - 斎藤順子
- 東海テレビ開局60周年記念スペシャルドラマ  大誘拐2018（2018年12月14日、東海テレビ） - 柳川とし子
- みをつくし料理帖スペシャル（2019年12月、NHK総合） - 里津
- 竹内涼真の撮休 第5話（2020年12月5日、WOWOW） - 久保須磨子[30]

### 情報番組
- 3時のあなた （1974年5月 - 1977年3月・1980年4月 - 1988年4月、フジテレビ）- 司会
- 素敵なあの人 （1983年 - 1985年、テレビ東京）- 司会
- 情報LIVE ただイマ!（NHK総合）- 司会

### ドキュメンタリー
- 京都迎賓館 極める!京都の技とおもてなし（2013年12月14日、NHK BSプレミアム / 2014年1月3日、NHK総合）

### バラエティ
- NHK紅白歌合戦（NHK総合・ラジオ第1）
  - 第24回（1973年12月31日） - 審査員
  - 第43回（1992年12月31日） - 審査員
- 1979年ミス・インターナショナル世界大会 （フジテレビ）- 司会
- 謎のカーテン!?（日本テレビ） - レギュラー回答者

### 声優
- サマーウォーズ （2009年） - 陣内栄[31]
- 亜人（2016年）- 第8話で永井圭を匿ったおばあちゃん ※要検証
- 海獣の子供（2019年） - デデ[32]

### CM
- フマキラー 「ベープマット」
- 小林製薬 「サワデー」
- ライオン 「ホワイト&ホワイトライオン」 ※一家全員で出演
- わかもと製薬 「強力わかもと」 ※夫と共演と、長女と共演の2バージョン
- コカ・コーラ 「ファンタ」
- サントリーウエルネス『F.A.G.E.』（2011年 - 2014年）[33]
- サントリー 「上を向いて歩こうA」「上を向いて歩こうH」「見上げてごらん夜の星をB」（2011年）[33]
- 三菱UFJニコス『MUFGカード』（2012年）[33]

## 受賞
| 作品                                              | 受賞年 | 賞                                       | カテゴリ         | 結果       |
| ------------------------------------------------- | ------ | ---------------------------------------- | ---------------- | ---------- |
| 緋牡丹博徒・お命戴きます 女渡世人・おたの申します | 1972年 | 第45回キネマ旬報ベスト・テン             | 女優賞           | 受賞       |
| 緋牡丹博徒・お命戴きます                          | 1972年 | 第26回毎日映画コンクール                 | 女優演技賞       | 受賞       |
| あ、春                                            | 1999年 | 第24回報知映画賞                         | 助演女優賞       | 受賞       |
| ドリームメーカー                                  | 1999年 | 第24回報知映画賞                         | 助演女優賞       | 受賞       |
| おもちゃ                                          | 2000年 | 第42回ブルーリボン賞                     | 助演女優賞       | 受賞       |
| おもちゃ                                          | 2000年 | 第73回キネマ旬報ベスト・テン             | 助演女優賞       | 受賞       |
| おもちゃ                                          | 2000年 | 第12回日刊スポーツ映画大賞・石原裕次郎賞 | 主演女優賞       | 受賞       |
| おもちゃ                                          | 2000年 | 第23回日本アカデミー賞                   | 最優秀助演女優賞 | ノミネート |
| フラガール                                        | 2007年 | 第19回日刊スポーツ映画大賞・石原裕次郎賞 | 助演女優賞       | 受賞       |
| フラガール                                        | 2007年 | 第49回ブルーリボン賞                     | 助演女優賞       | 受賞       |
| フラガール                                        | 2007年 | 第16回東京スポーツ映画大賞               | 助演女優賞       | 受賞       |
| フラガール                                        | 2007年 | 第30回日本アカデミー賞                   | 最優秀助演女優賞 | ノミネート |
| 舞妓はレディ                                      | 2014年 | 第39回報知映画賞                         | 助演女優賞       | ノミネート |
| トワイライト ささらさや                           | 2014年 | 第39回報知映画賞                         | 助演女優賞       | ノミネート |

- 第23回菊田一夫演劇賞
- 第38回山路ふみ子映画賞・映画功労賞[35]
- 第38回日本アカデミー賞 優秀助演女優賞（『舞妓はレディ』）[36]
- 第31回日本映画批評家大賞 ダイヤモンド大賞（淀川長治賞）[37]

| 賞     | 受賞年                              |
| ------ | ----------------------------------- |
| 2007年 | VOGUE NIPPON Women of the Year 2007 |